# Chlorogomphus magnificus
Chlorogomphus magnificus är en trollsländeart som beskrevs av Selys 1854. Chlorogomphus magnificus ingår i släktet Chlorogomphus och familjen kungstrollsländor. IUCN kategoriserar arten globalt som otillräckligt studerad. Inga underarter finns listade i Catalogue of Life.